# Franjos Spieleverlag
franjos ist ein kleiner Spieleverlag in Lichtenau-Henglarn, der Brett- und Kartenspiele verlegt.

## Name
Der Name franjos wurde aufgrund der Anfangsbuchstaben des Vornamens Franz-Josef gewählt. Das ist der Vorname des Verlagsinhabers (Franz-Josef Herbst) und des Autors (Franz-Josef Schulte) des ersten veröffentlichten Spiels.

## Geschichte
Der Verlag wurde 1987 von Franz-Josef Herbst als Kleinverlag gegründet, der Name bezieht sich dabei auf seinen Vornamen. Das erste Spiel erschien 1987 und hieß Aladdins Erbe. Seit dieser Zeit wurden jedes Jahr ein bis zwei neue Spiele produziert. Dabei werden vor allem Gesellschaftsspiele für Erwachsene und Familien mit Kindern veröffentlicht. Neben klassischen Mehrpersonen-Gesellschaftsspielen hat der Verlag auch eine Reihe Zwei-Personen-Spiele im Programm. Die meisten Spiele haben eine überschaubare Spieldauer von maximal einer Stunde.
Die erfolgreichsten Spiele sind Billabong, Black Box, Mahé, Kippit und Can’t Stop.

## Preise
Die Spiele Billabong (1994) und Buzzle (1995) wurden von der Jury Spiel des Jahres in die Auswahlliste der besten Spiele des jeweiligen Jahrgangs aufgenommen.
Den Label Ludo (einen belgischen Spielepreis) erhielten KIPP X (2014) und Mahé (2015). Mahé gewann 2015 außerdem in Japan den U-more Award, Spiel des Jahres in der Kategorie „bestes Spiel für Anfänger und Familien“.